# Hjörtur Hermannsson
Hjörtur Hermannsson (* 8. února 1995, Reykjavík) je islandský fotbalový obránce a reprezentant, v současnosti hráč klubu PSV Eindhoven na hostování ve švédském IFK Göteborg (k červnu 2016).
Hraje na pozici stopera (středního beka).

## Klubová kariéra
- Fylkir (mládež)
- Fylkir 2011–2012
- PSV Eindhoven 2012–
- →  IFK Göteborg (hostování) 2016–

## Reprezentační kariéra
Hjörtur hrál za islandské mládežnické reprezentační výběry U17, U19 a U21.
V A-mužstvu Islandu debutoval 31. 1. 2016 v přátelském utkání v Carsonu proti reprezentaci USA (prohra Islandu 2:3). Dvojice trenérů islandského národního týmu Lars Lagerbäck a Heimir Hallgrímsson jej v červnu 2016 zařadila do závěrečné 23členné nominace na EURO 2016 ve Francii, kam se Island probojoval z kvalifikační skupiny A (byl to zároveň premiérový postup Islandu na Mistrovství Evropy). Hjörtur odehrál k datu své nominace pouze 3 přátelské sřetnutí. Na evropském šampionátu se islandské mužstvo probojovalo až do čtvrtfinále, kde podlehlo Francii 2:5 a na turnaji skončilo. Hjörtur byl náhradníkem, nezasáhl do žádného zápasu na turnaji.